# Micromastia trigonospora
Micromastia trigonospora är en svampart som beskrevs av Speg. 1909. Micromastia trigonospora ingår i släktet Micromastia, klassen Dothideomycetes, divisionen sporsäcksvampar och riket svampar.   Inga underarter finns listade i Catalogue of Life.